# Esdras do Nascimento
Esdras do Nascimento (Teresina, 8 de fevereiro de 1934 — Rio de Janeiro, 11 de setembro de 2015) foi um escritor brasileiro.
Passou infância e adolescência em Fortaleza e Natal. Viveu depois em Crato, Porto Alegre, Santa Maria, Rio e Brasília. Viveu dez anos no exterior, em cidades como Amsterdã, Londres e Nova York.
Bacharel e licenciado em filosofia pela Pontifícia Universidade Católica do Rio de Janeiro, mestre em comunicação e doutor em letras pela Universidade Federal do Rio de Janeiro. Como tese de doutoramento apresentou o romance Variante Gotemburgo. Pela primeira vez no Brasil, talvez no mundo, uma universidade aceitava uma obra de criação literária, e não um trabalho de pesquisa, como tese de doutoramento.
Antes de criar condições para se dedicar exclusivamente ao seu trabalho de romancista, Esdras do Nascimento foi comerciário, professor, jornalista, tradutor, bancário e gerente de empresa financeira internacional.
Ele escrevia todos os dias, na parte da tarde, ouvindo música, Bach de preferência. Jogava tênis e xadrez com regularidade. Admirava os romances de Octávio de Faria,  os filmes de Walter Hugo Khouri e a obra literária de Osman Lins.
Gostava de andar à toa, passear de bicicleta e ficar em casa sem fazer nada. Fugia de reuniões sociais, noites de autógrafos e eventos de qualquer tipo. Dirigiu uma oficina de criação literária sobre como ler e escrever contos e romances, deu cursos sobre literatura e eventualmente fez artigos para jornais. Não costumava ver televisão; seu principal vício era ler. Acreditava que num futuro bem próximo viveríamos numa sociedade mais justa, centrada nos valores do trabalho.
Em 1998, Lição da Noite, seu décimo segundo romance, publicado pela Editora Record, recebeu o prêmio de melhor romance do ano da Associação Paulista de Críticos de Arte.

### Romances
- Solidão em família, 1963
- Convite ao desespero, 1964
- Tiro na memória, 1965
- Engenharia do casamento,  1968
- Paixão bem temperada,  1970
- Variante Gotemburgo, 1978
- O ventre da baleia, 1980
- Jogos da madrugada, 1983
- As surpresas da paixão, 1986
- A dança dos olhares,  1993
- Minha morte será manchete, 1994
- Lição da Noite, 1998 (Prêmio Melhor Romance do Ano, APCA)
- A dança dos desejos, Opus 13, 2006
- A rainha do calçadão, Opus 14, 2011
- A dança das paixões, Opus 15 - Edição eBook Kindle, Editora Cintra- 2013
- Lábios africanos, Opus 17 - Edição eBook Kindle, Editora Cintra - 2014
- Diário do romancista (Londres, Nova York, Rio de Janeiro) - Edição eBook Kindle, Editora Cintra - 2016
- Rerum novarum, Opus 18 (Das coisas novas) - Edição eBook Kindle, Editora Cintra - 2016

### Contos e novelas
- Vinte histórias curtas, 1960
- Quatro num fusca, 1974
- Aventuras do Capitão Simplício, 1982
- O Barba Azul de Ipanema, 1988

### Ensaios
- O mundo de Henry Miller, 1969
- Teoria da comunicação e literatura, 1975

### Planejamento e coordenação
- Coletânea-1, 1963
- Antologia do Novo Conto Brasileiro, 1964
- Histórias de amor infeliz, 1985